# اندیس چهار محل
چهار محل یک اندیس غیرفلزی است که در حوالی شهر جیرنده استان گیلان قرار دارد و مادهٔ معدنی موجود در آن، کوارتز است.سنگ میزبان این اندیس آندزیت است و دیرینگی آن به دوران پالئوژن می‌رسد. در این اندیس، پاراژنز‌های کوارتز - پلاژیوکلاز - بیوتیت یافت می‌شوند.